# Skogerøytoppen
El Skogerøytoppen (sami septentrional: Ákkelgáisá) és una muntanya de 445 metres situada al municipi de Sør-Varanger, al comtat noruec de Finnmark. És el cinquè punt més alt del municipi. Des de la muntanya s'observa perfectament el gran fiord de Varanger.